# Fundacja Rozwoju Społeczeństwa Obywatelskiego
Fundacja Rozwoju Społeczeństwa Obywatelskiego (FRSO) – niezależna organizacja pozarządowa, nienastawiona na zysk. Działająca na rzecz wzmocnienia i podniesienia skuteczności różnorodnych form działania społecznego w Polsce oraz innych krajach Europy Środkowo-Wschodniej. Fundacja prowadzi wsparcie w formie szkoleń, konsultacji oraz szeroko rozumianego poradnictwa i pomocy w wymianie informacji.

## Historia
Fundacja, zarejestrowana w lutym 1996 roku, kontynuuje działalność Programu Rozwoju Społeczeństwa Obywatelskiego (CSDP) – intensywnego, dwuletniego programu edukacyjnego, prowadzonego w Polsce i na Węgrzech w latach 1994-96 r. Do grudnia 1997 r. przeszkoliła 1500 osób z 300 organizacji z pozyskiwania środków, pisania wniosków o dotacje, planowania strategicznego, pracy w zespole, zarządzania organizacją. Część szkoleń prowadzona była w ramach tzw. Instytutów Pozarządowych – intensywnych kilkudniowych szkoleń wyjazdowych. Na zlecenie amerykańskiej instytucji grantodawczej Academy for Educational Development prowadziła konsultacje dla ich grantobiorców, pomagając im opracowywać plany strategiczne.

## Misja
Misją fundacji jest wspieranie demokratycznego społeczeństwa opierającego się na harmonijnej współpracy w trzech obszarach życia społecznego: pozarządowym, publicznym i prywatnym, FRSO inicjuje i promuje mechanizmy takiej współpracy, wskazując na płynące z niej korzyści.
Fundacja jest członkiem Ogólnopolskiej Federacji Organizacji Pozarządowych, Grupy Zagranica oraz Stałej Konferencji Ekonomii Społecznej, a także współzałożycielem i udziałowcem spółdzielni osób prawnych Kooperatywa Pozarządowa. W ramach projektu Ośrodek Wspierania Ekonomii Społecznej w subregionie warszawskim, fundacja prowadzi portal Zlepszejpółki.pl.
Organizacja wpisana jest do Rejestru Instytucji Szkoleniowych jako niepubliczna instytucja szkoleniowa i posiada uprawnienia do szkolenia osób bezrobotnych i poszukujących pracy. Fundacja prowadzi także działalność wydawniczą.